# ریکاکو ساکاتا
ریکاکو ساکاتا (انگلیسی: Rikako Sakata؛ زادهٔ ۱۶ دسامبر ۱۹۹۳) بازیگر، و مدل (شخص) اهل ژاپن است. وی از سال ۲۰۰۶ میلادی تاکنون مشغول فعالیت بوده‌است.